# URBANO V03
URBANO V03 KYV38 (あるばーの ぶいぜろさん けいわいぶいさんはち) は、京セラによって開発された、auブランドを展開するKDDIおよび沖縄セルラー電話の第3.9世代移動通信システム (au 4G LTE CA/WiMAX2+) 対応スマートフォン。URBANO V02の後継機。

## 概要
SoC（CPU）のスペック強化やバッテリー容量の増加（2,200mAh→2,600mAh）など、前作URBANO V02と比較して、全体的に細かいスペックの増強が行われている。
V02は金属製のボディーであったが、V03ではプラスチックとなり、また厚みも増しているが、3ボタンキーの採用やグリーンの本体色など、URBANOシリーズの伝統を受け継いでいる。
シリーズの他モデルと同様、主に40代から50代の年齢層をターゲットとしているため、「エントリーホーム」や「ケータイ入力」などフィーチャーフォンからの乗り換えを想定した機能も搭載されている。